# Chula Vista (Kalifornia)
Chula Vista város az USA Kalifornia államában, San Diego megyében. Lakosainak száma 275 487 fő (2020. április 1.).

## Népesség
A település népességének változása:

| 2010 | 243 916 |
| 2020 | 275 487 |